# Naturschutzgebiet Silvertbach
Koordinaten: 51° 38′ 56″ N, 7° 13′ 38″ O
Das Naturschutzgebiet Silvertbach liegt auf dem Gebiet der Stadt Oer-Erkenschwick im Kreis Recklinghausen in Nordrhein-Westfalen.
Das Gebiet erstreckt sich westlich der Kernstadt von Oer-Erkenschwick entlang des Silvertbaches. Westlich des Gebietes verläuft die Landesstraße L 522, östlich verlaufen die L 798 und die L 889 und südlich verläuft die L 511.

## Bedeutung
Das etwa 72,4 ha große Gebiet wurde im Jahr 1989 unter der Schlüsselnummer RE-019 unter Naturschutz gestellt. Schutzziele sind
- die Erhaltung eines gut ausgebildeten, landschaftstypischen Sicker-Quellaustritts mit angrenzendem naturnahem Quellbach und brachgefallenem Nassgrünland innerhalb einer flachen Talmulde,
- die Erhaltung und Optimierung von noch teilweise als Grünland genutzten Bachauen mit kleinen, teils naturnahen und altholzreichen Laubgehölzen, (Kopf-)Baumreihen, Ufergehölzen, Hecken, Alleen, Baumgruppen und Einzelbäumen sowie Kleingewässern und feuchten Grünlandflächen im Umfeld des landesweit bedeutsamen Gebietes „Die Burg“,
- die Wiederherstellung eines naturnahen Zustandes der Bachläufe durch Renaturierungsmaßnahmen,
- die Erhaltung und Optimierung der überwiegend als Grünland genutzten Bachauen mit kleineren Laubwaldbeständen, (Kopf-)Baumreihen, Ufergehölzen, Hecken und Einzelbäumen, mehreren, teilweise naturnahen Kleingewässern, Röhrichten, Großseggenbeständen und feuchtem, teils brachgefallenem Grünland und
- die Wiederherstellung eines naturnahen Zustandes des Silvertbachs durch geeignete Renaturierungsmaßnahmen.[3]